# لي وان-هي
لي وان-هي (الكورية: 이완희) هو لاعب كرة قدم كوري جنوبي في مركز الهجوم، ولد في 10 يوليو 1987 في كوريا الجنوبية. لعب مع نادي أنيانغ.

## وصلات خارجية
- لي وان-هي على موقع دوري كوريا الجنوبية (الإنجليزية)
- لي وان-هي على موقع قاعدة بيانات كرة القدم.إي يو (الإنجليزية)
- لي وان-هي على موقع Soccerway.com (الإنجليزية)